# Microcrambus intangens
Microcrambus intangens là một loài bướm đêm trong họ Crambidae.